# Tiracola circularis
Tiracola circularis là một loài bướm đêm trong họ Noctuidae.